# Wiersze o bitwie pod Warną

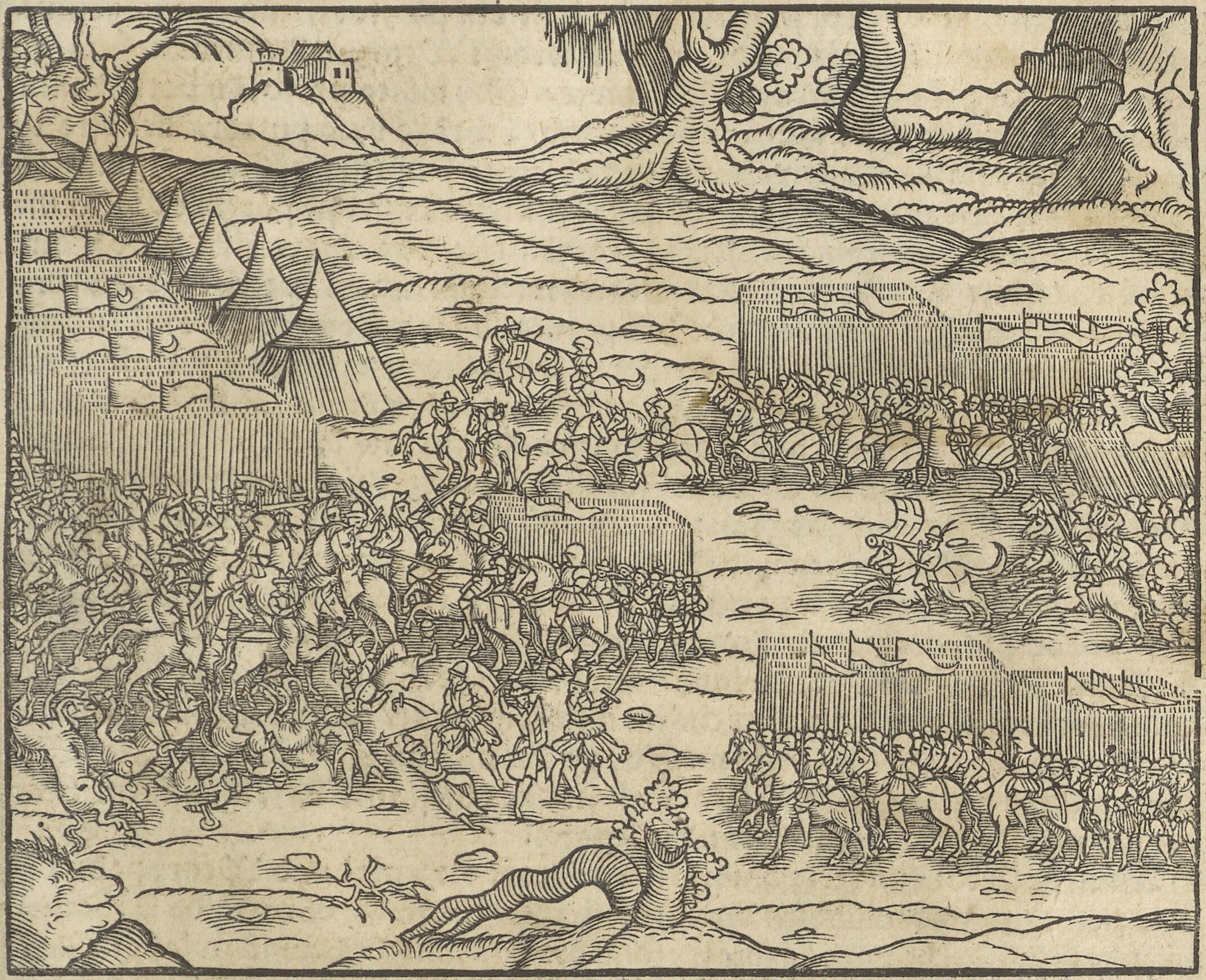
Bitwa pod Warną w Kronice wszystkiego świata Marcina Bielskiego

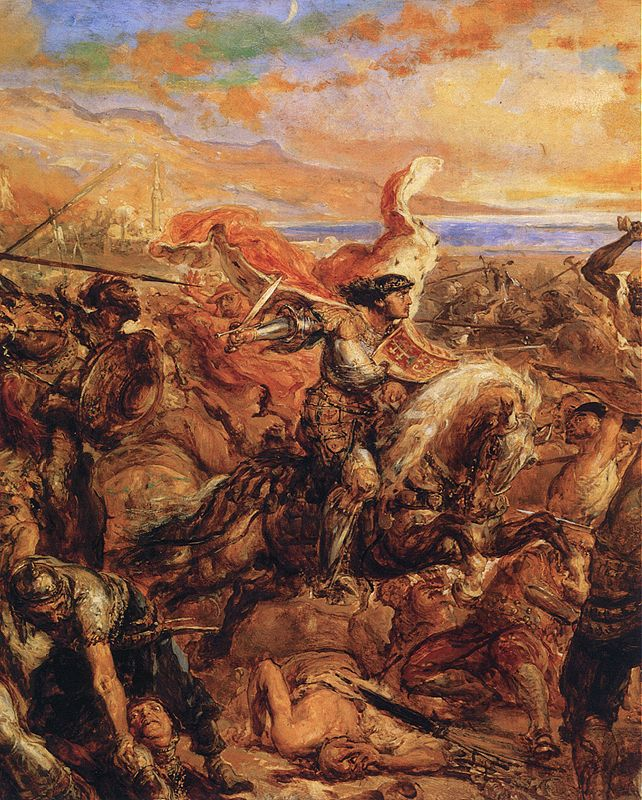
Władysław podczas bitwy pod Warną (fragment obrazu Jana Matejki)

Wiersze o bitwie pod Warną – średniowieczne utwory poetyckie poświęcone bitwie pod Warną (10 listopada 1444).
W bitwie pod Warną wojska polsko-węgierskie, walczące przeciw Turkom, poniosły dotkliwą klęskę. W trakcie bitwy zginął Władysław Warneńczyk, będący jednocześnie królem polskim i węgierskim. Postać króla budziła sprzeczne oceny. Chwalono go za wcześniejsze zwycięstwa nad Turkami, zarzucano jednak lekkomyślnie zerwanie rozejmu, które doprowadziło do klęski militarnej. Wedle jednych opinii Władysław i inni polegli byli męczennikami chrześcijańskimi, zaś konieczność podjęcia walki była bezdyskusyjna. Zdaniem innych klęska była karą za złamanie przysięgi i zlekceważenie rad. Rozpowszechnione były też pogłoski, że Władysław nie zginął, lecz znalazł się w niewoli lub gdzieś się ukrywał.
Tematyka związana z bitwą oraz sporami toczonymi wokół niej znalazła odzwierciedlenie w ówczesnej literaturze. Najobszerniejszym zachowanym utworem jest łaciński poemat Ego Wladislaus, mający formę listu króla Władysława do poddanych. Wiersz ten, napisany zapewne jeszcze przed koronacją Kazimierza Jagiellończyka, przekazuje tradycję jakoby Władysław przeżył bitwę i ukrywał się, by powrócić kiedyś do ojczyzny.
Innym obszernym utworem dotyczącym bitwy pod Warną jest anonimowy poemat Plantige me caeli. Tradycyjnie uznawany był za utwór pochodzenia polskiego, jednak nowsze badania wykazały, że jest kopią dzieła Mikołaja Petschachera, notariusza na dworze Fryderyka III Habsburga. Utwór ten, mający formę mowy króla Władysława, stanowi jego apologię, jednocześnie jednak ugruntowuje wersję o śmierci Władysława, korzystną dla Habsburgów, rywalizujących z nim o koronę węgierską.
W obiegu były też inne rzekome listy Władysława oraz wiersze związane z tą postacią. Znany jest fikcyjny list o bitwie warneńskiej pisany rzekomo w Perugii, a faktycznie napisany w Czechach przez bliżej nieznanego Ambrożego z Moraw. W 1452 rozpowszechniano w Polsce list hiszpańskiego zakonnika Mikołaja Florisa do wielkiego mistrza zakonu krzyżackiego, w którym donosił on, że Władysław żyje w eremie na wyspach Portugalii. W 1457 zapisano w Płocku na okładce kodeksu z XI lub XII w. trzy krótkie łacińskie utwory podtrzymujące wiarę w powrót cudownie ocalonego króla. Składają się one z jednego, trzech i czterech wersów. Najdłuższy z nich odwołuje się do przekazu Florisa.
Prawdopodobnie powstawały też wiersze o bitwie tworzone w języku polskim. Żaden tego rodzaju utwór nie zachował się. Jednak Stanisław Sarnicki przekazał w dziele Triumphus, hoc est: Descriptio veterum et ceremoniarum (Triumf, to jest: Opis obyczaju przodków i ceremonii, Kraków 1581) informację, że do jego czasów zachował się zwyczaj śpiewania pieśni o królu Władysławie.